# Madison Iseman

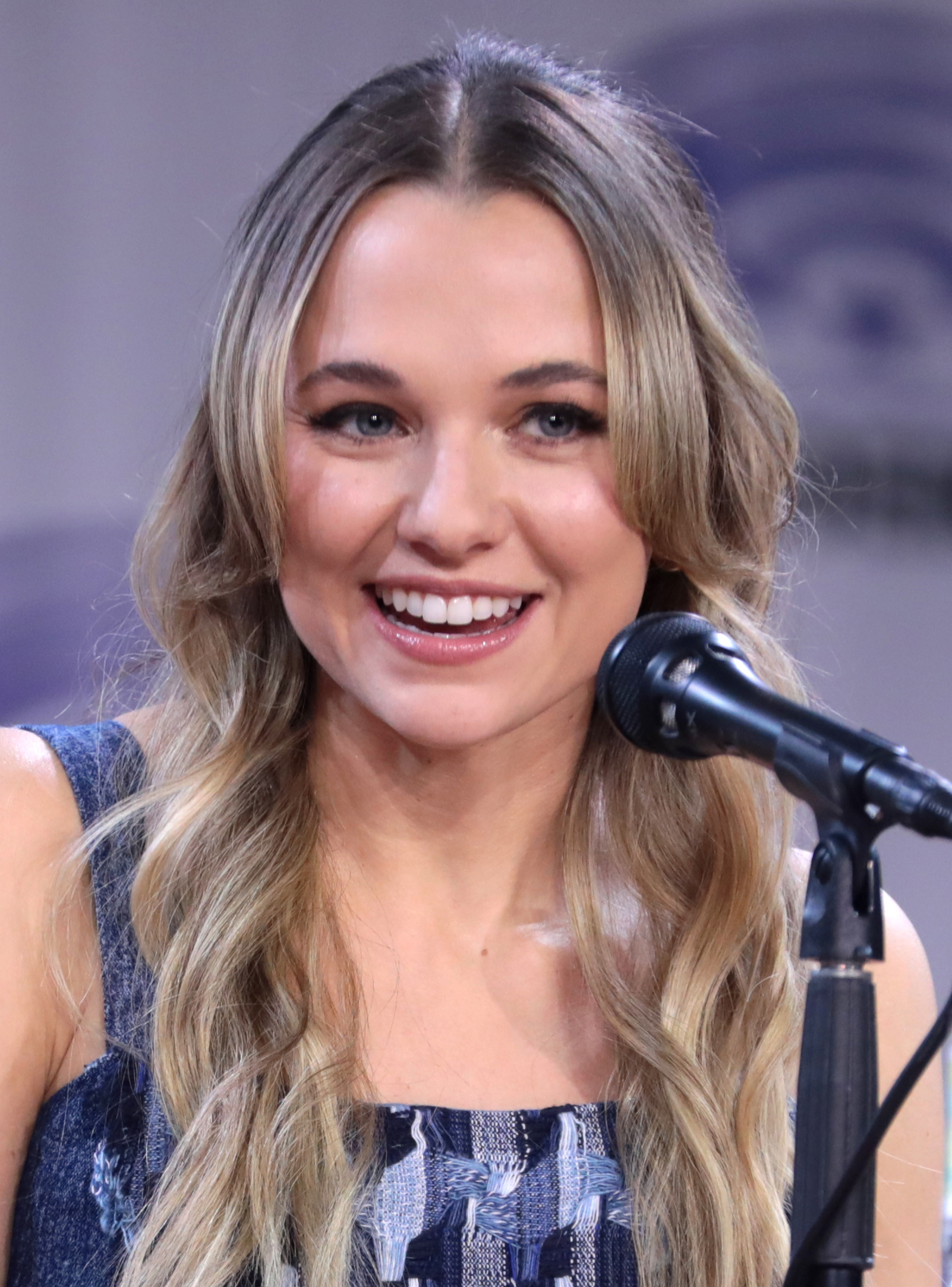
Madison Iseman (2023)

Madison Iseman (* 14. Februar 1997 in South Carolina) ist eine US-amerikanische Schauspielerin, die 2016 durch ihre Rolle als Charlotte in der Fernsehserie Still the King Bekanntheit erlangte. 2017 spielte sie im Abenteuerfilm Jumanji: Willkommen im Dschungel. 2021 verkörperte sie die Hauptrolle der Zwillingsschwestern Lennon und Allison Grant in der Fernsehserie Ich weiß, was du letzten Sommer getan hast.

## Karriere

### Bis 2015: Kindheit und erste Erfolge
Iseman wuchs in Myrtle Beach, South Carolina als Tochter des Zahntechnikers John Iseman und Susan Iseman auf. Sie hat aschkenasisch-jüdische, britische, französische und niederländische Wurzeln. Sie besuchte die Myrtle Beach High School. Noch bevor sie dort ihren Abschluss machte, zog sie, nachdem sie einen Schauspielwettbewerb gewann, mit ihrer Mutter nach Los Angeles, um dort an Castings teilzunehmen. Mit Hilfe von virtuellem Unterricht, wurde ihr 2015 der Schulabschluss ermöglicht.
Zwischen 2013 und 2014 spielte Iseman erstmals in Musikvideos, Werbe-Spots und mehreren Kurzfilmen mit, bei denen sie mitunter auf den Regisseur und Schauspieler Rondell Sheridan traf.

### 2015 bis 2016: Erste Auftritte in Kinofilmen und Fernsehserien
Nachdem sie im 2015 erschienenen Thriller Despair Sessions in der Hauptrolle zu sehen war, trat sie in dem unter anderem vom Saw-Regisseur Darren Lynn Bousman inszenierten Horrorfilm Tales of Halloween auf. Parallel hatte sie Gastauftritte in verschiedenen Sitcoms, darunter in Henry Danger und Modern Family. Neben ihrem Werdegang als Schauspielerin, trat sie bis 2015 ebenfalls als Influencerin auf der Webvideoplattform YouTube in Erscheinung, auf der sie unter anderem Coversongs und Vlogs teilte. Des Weiteren hostete sie eine Episode der Videoserie Mahomie Madness des DreamWorks-YouTube-Kanals AwesomenessTV. Parallel tauchte sie gelegentlich in den Videos des YouTube-Kanals ihres Partners Jack Dodge auf.
2016 war Iseman in der Komödie Laid in America an der Seite der YouTube-Persönlichkeiten KSI und Caspar Lee zu sehen. Mit ihrer Darstellung in den Kinofilmen Die Unschuld der Rachel Wilson oder Wild for the Night blieb Iseman dem Thriller-Genre treu. Nachdem sie Anfang 2016 in einzelnen Episoden der Fernsehserien The Real O’Neals und Those Who Can’t auftrat, war sie von 2016 bis 2017 als Charlotte in der von Billy Ray Cyrus kreierten Sitcom Still the King zu sehen. Für die Dreharbeiten zog sie für mehrere Monate nach Nashville, Tennessee.

### 2017 bis 2018: Die Genres Drama und Horror undJumanji: Willkommen im Dschungel
Nachdem sie Anfang 2017 im Independent-Drama-Film The Rachels als Rachel Nelson in der Hauptrolle zu sehen war, gehörte sie mit der Rolle als Nancy in Liza, Liza, Skies Are Grey im Sommer 2017 ein weiteres Mal dem Cast eines Dramas an. Im September 2017 wurde offiziell bekanntgegeben, dass sie in dem von Jake Kasdan inszenierten Abenteuerfilm Jumanji: Willkommen im Dschungel die Rolle der Bethany Walker übernehmen würde. Der Film stellt eine Fortsetzung des Filmes Jumanji von Joe Johnston und mit Robin Williams und Kirsten Dunst aus dem Jahr 1995 dar. Das Sequel entwickelte sich zu einem der erfolgreichsten Filme des Jahres und erhielt insbesondere für „das Charisma der Besetzung“, der unter anderem auch Dwayne Johnson, Jack Black und Kevin Hart angehörten Lob. Noch im selben Jahr war sie als Pam in dem von Kritikern gelobten Filmdrama Beauty Mark auf der Leinwand zu sehen.
2018 kehrte Iseman ins Horror-Genre zurück. So spielte sie die Hauptrolle der Sarah Quinn in der Fortsetzung des 2015 erschienenen Filmes Gänsehaut von Rob Letterman mit. Der Film wurde im Oktober 2018 unter dem Titel Gänsehaut 2: Gruseliges Halloween veröffentlicht. Während der Dreharbeiten stieß sie nach Jumanji: Welcome to the Jungle ein weiteres Mal auf Jack Black, der in einem Cameo-Auftritt in seine Rolle des R. L. Stine aus dem ersten Teil zurückkehrte.

### 2019:Annabelle 3undJumanji: The Next Level
Ein weiterer Horrorfilm mit ihr in der Hauptrolle folgte Anfang 2019 mit Annabelle Comes Home, in dem sie die Babysitterin Mary Ellen verkörperte. Der von Gary Dauberman inszenierte Film markiert den dritten Teil der Annabelle-Filmreihe, die aus seiner Feder stammt. Sie beschrieb die Dreharbeiten, bei denen sie „Ängstlichkeit spielen“ sollte, als eine Herausforderung, da „Furcht ein Gefühl ist, das den gesamten Körper beansprucht“. Im Sommer 2019 spielte sie in dem postapokalyptischen Horror-Film Riot Girls die Rollte der Nat. Die kanadische Produktion thematisiert eine lesbisches Beziehung inmitten eines Bandenkrieges. Iseman beschreibt, dass ihr das Projekt eine Rolle und einen Charakter brachte, „wie sie ihn noch nie zuvor verkörpert“ hätte. Dies hätte ihr den Reiz gegeben, an dem Film mitzuwirken. Im November 2019 folgte die Familienkomödie Feast of the Seven Fishes, die ein Weihnachtsfest im Stile der amerikanisch-italienischen Fest-der-sieben-Fische-Feier auf die Leinwand bringt.
Am 5. Dezember 2019 kam mit Jumanji: The Next Level eine Fortsetzung des Jake-Kasdan-Jumamji-Filmes aus dem Jahr 2017 in die Kinos. Schauspieler wie Dwayne Johnson, Jack Black und Kevin Hart sowie auch Madison Iseman kehrten dabei in ihre Rollen zurück. Der Erfolg des Filmes konnte an den des Vorgängers anschließen und ihn in vielen Ländern auf Platz zwei der Kinocharts hinter Star Wars: Der Aufstieg Skywalkers bringen.

### 2020 bis 2021: Produktionen für Streaming-Dienste
Im Juni 2020 war Iseman an der Seite von Beth Broderick und Reece Thompson in der Dramödie The Fox Hunter zu sehen, die in ausgewählten Kinos in den USA und Kanada zu sehen war. Im Juli 2020 folgte die von Kritikern zerrissene Coming-of-Age-Komödie Die LMAA Liste. Aufgrund der Auswirkungen der COVID-19-Pandemie erwarb Netflix die Vertriebsrechte.
Gemeinsam mit Justin Baldoni arbeitete sie an dem Film-Drama Clouds, das auf der Novelle Fly a Little Higher: How God Answered a Mom’s Small Prayer in a Big Wayder basiert und die die Geschichte des US-amerikanischen Singer-Songwriters Zach Sobiech beschreibt. Dieser erkrankte an Krebs und veröffentlichte wenige Monate vor seinem Tod das Lied Clouds, das weltweite Aufmerksamkeit erhielt. Im Film verkörpert Iseman die Rolle der festen Freundin des Musikers, Amy Adamle. Das Team arbeitete während der Dreharbeiten eng mit der Familie und den Freunden von Sobiech zusammen. Pandemiebedingt erwarb Disney die Vertriebsrechte für ihre Streaming-Plattform Disney+, wo der Film am 16. Oktober 2020 veröffentlicht wurde.
Parallel zu Clouds erschien im Oktober 2020 auf Amazon Prime Video das Horrordrama Nocturne, das von Zu Quirke inszeniert wurde. Gemeinsam mit Sydney Sweeney spielt sie in der Coming-of-Age-Story das Zwillingspärchen Juliet und Vivian Lowe. Der Film erhielt gemischte Kritiken. So wurde vor allem die Inszenierung gelobt, die Tonalität hingegen stark mit Black Swan verglichen.

### 2021:Fear of RainundIch weiß, was du letzten Sommer getan hast
Am 12. Februar 2021 startete der Psychothriller Fear of Rain – Die Angst in dir in ausgewählten Kinos in den USA. Der Film thematisiert Themen wie Schizophrenie und Halluzination. Im Januar 2021 begannen die Dreharbeiten an der Amazon-Prime-Video-Serie Ich weiß, was du letzten Sommer getan hast, die auf dem gleichnamigen Roman aus dem Jahr 1973 und der gleichnamigen Horrorfilm-Reihe von 1997 bis 2006 basiert. Die Serie wurde von Sara Goodman kreiert, die zuvor unter anderem an Gossip Girl beteiligt war. Iseman spielt an der Seite einer Vielzahl von Newcomern, darunter Brianne Tju und Ezekiel Goodman, die Rolle der Allison Grant, die gemeinsam mit ihren Freunden ihre Schuld am Tod ihrer – ebenfalls von ihr verkörperten – Zwillingsschwester Lennon zu vertuschen versucht. Die acht Folgen der ersten Staffel der Serie wurde vom 15. Oktober 2021 bis zum 12. November 2021 auf der Streaming-Plattform Amazon-Prime veröffentlicht. Im Januar 2022 wurde bekanntgegeben, dass die Serie nicht um eine zweite Staffel verlängert wird.

## Persönliches
Ab 2015 war Iseman mit dem US-amerikanischen Singer-Songwriter Spencer Sutherland liiert. Sie hatte den Musiker im November 2014 während eines Konzerts in San Diego kennengelernt.

## Filmografie

### Filme
- 2013: Second Chances (Kurzfilm)
- 2013: She Will Be Free (Kurzfilm)
- 2013: Ticket to the Haunted Mansion (Kurzfilm)
- 2014: Miss Virginia (Kurzfilm)
- 2015: Despair Sessions
- 2015: The Better Half
- 2015: Tales of Halloween
- 2015: Ghost Squad
- 2016: I Know Where Lizzie Is (Fernsehfilm)
- 2016: Die Unschuld der Rachel Wilson (Marriage of Lies)
- 2016: Penguin Flu (Kurzfilm)
- 2016: Swim at Her Own Risk (Killer Coach; Fernsehfilm)
- 2016: Laid in America
- 2016: Wild for the Night (48 Hours to Live)
- 2017: The Rachels
- 2017: Liza, Liza, Skies Are Grey
- 2017: Beauty Mark
- 2017: Andy (Kurzfilm)
- 2017: Jumanji: Willkommen im Dschungel (Jumanji: Welcome to the Jungle)
- 2017: Old MacDonald (Kurzfilm)
- 2017: Allen (Kurzfilm)
- 2018: Gänsehaut 2 – Gruseliges Halloween (Goosebumps 2: Haunted Halloween)
- 2019: The Fox Hunter
- 2019: Annabelle 3 (Annabelle Comes Home)
- 2019: Riot Girls
- 2019: Feast of the Seven Fishes
- 2019: Jumanji: The Next Level
- 2020: The Fox Hunter
- 2020: Die LMAA-Liste (The F**k-It List)
- 2020: Clouds
- 2020: Nocturne
- 2021: Fear of Rain – Die Angst in dir (Fear of Rain)
- 2023: Saint Seiya: Die Krieger des Zodiac – Der Film (Knights of the Zodiac)
- 2024: Witchboard

### Fernsehserien
- 2014: Modern Family (Episode 6x04)
- 2015: Henry Danger (3 Episoden)
- 2015: Kirby Buckets (Episode 2x04)
- 2016: The Real O’Neals (Episode 1x04)
- 2016: Those Who Can’t (3 Episoden)
- 2016: Bad Weather Films (Episode 1x84)
- 2016–2017: Still the King (26 Episoden)
- 2017: The Text Committee (Episode 1x01)
- 2021: Ich weiß, was du letzten Sommer getan hast (I Know What You Did Last Summer, 8 Episoden)
- 2022: American Horror Stories (Episode 7x02)